# Krátkorepovití
Krátkorepovití (Uropeltidae) je čeleď velmi štíhlých primitivních hadů, která je známa z jižní Indie a Srí Lanky.

## Popis
Mají zbytky pánevních kostí a lebku mají do velké míry srostlou. Na rozdíl od mladších čeledí hadů nedokážou vysadit dolní čelist a ani s ní pohybovat do stran. Z tohoto důvodu se živí především žížalami. Jsou to podzemní živočichové a celkově je čeleď velmi málo známa. Jejich břišní šupiny jsou drobné a téměř splývají s ostatními šupinami. Na ocase mají kýlnaté šupiny s trnitými výběžky nebo jednu šupinu ve tvaru štítu. Toto zařízení na zploštělém ocase slouží k uzavření nory hlínou, kterou ocasem zachytí. Všichni jsou velmi pestře zbarvení, samice rodí až 12 živých mláďat.

## Rody
V současnosti je známo 8 rodů, které obsahují 47 druhů:
- Brachyophidium (1 druh)
- Melanophidium (3 druhy)
- Platyplectrurus (2 druhy)
- Plectrurus (4 druhy)
- Pseudotyphlops (1 druh)
- Rhinophis (12 druhů)
- Teretrurus (1 druh)
- Uropeltis (23 druhů)